# Enisei
Enisei (în rusă Енисей) este un fluviu din Siberia, Rusia, cu lungimea de 4.092 km, supranumit meridianul siberian. Cursul său traversează centrul Siberiei, de la sud spre nord urmând în lung meridianul de 90°, curgând cu vărsare în Marea Kara din Oceanul Arctic, ca și fluviul Obi.

## Denumire
Numele originar al fluviului, limba populației tunguse Ulug Khem, era Ioanesi „apă mare". 
În secolul al XVII-lea, cazacii sosiți în regiune au numit fluviul au preluat numele dintr-un alt dialect tunguz, Enisei („neliniștit”). Numele este de origine turcică, fiind compus din cuvintele ana sau ané „mamă” și sei sau su „râu”. În limba turcă, Yenisu înseamnă „apă nouă”.

## Cursul apei
Coordonate geografice:52°19′N 97°30′E / 52.317°N 97.500°EFluviul Enisei ia naștere la marginea orașului Kîzîl (105.931 loc.) în republica autonomă Tuva prin conflunța râurilor Marele Enisei (605 km) și Micul Enisei (680 km) (rus. Большой Енисей, Малый Енисей), care izvorăsc din munții Ostaian (3.492 m), care se întinde între Mongolia și lacul Baikal). După locul de confluență a celor doi afluenți, fluviul Enisei curge într-un lac de acumulare Saiano-Șușenkoe, îngust, cu o lungime de 300 km. Fluviul Enisei se îndreaptă apoi spre nord prin chei traversând lanțul muntos Ostaian. 
Lângă localitatea Abakan, fluviul Enisei primește afluentul cu același nume. În sudul localității Abakan se află lacul de acumulare Krasnoiarsk, cu o lungime de 400 km. Între Krasnoiarsk și Minisinsk fluviul este navigabil cu ajutorul ecluzelor. La nord de Krasnoiarsk, într-o depresiune, se varsă afluentul Kan (430 km). 
Din nord sosesc, lângă Strelka, apele afluentului Angara cu lungimea de 1.853 km, după ce a traversat în prealabil Munții Enisei. De aici începe partea navigabilă cea mai importantă din Siberia centrală, dintre Ural și depresiunea Siberiei de vest: cursul inferior de 600 km traversează zona de tundră și taiga, traversează Turuhansk (65°51'N - 88°04'E, ca. 2000 m altitudine cu 8.900 locuitori.). 
Pe cursul inferior urmează afluentul Tunguska inferioară (2.989 km). Aici are o loc o schimbare mică de direcție spre nord-vest fluviul străbate cercul polar unde lângă Kureika primește apele afluentului omonim (640 km), traversează localitățile Igarka (cu 8.045 locuitori, situat la 163 km de cercul polar), apoi Dudinka (port important în comerțul cu blănuri; 25.228 de locuitori) iar la 100 km în nord este situat orașul Norilsk (213.200 locuitori), într-o regiune bogată în zăcăminte de nichel). 
La 60 km la nord de Dudinka, Eniseiul se varsă printr-un estuar în golful Enisei din Marea Kara, unde masele de apă produc un curent puternic.

## Galerie de imagini

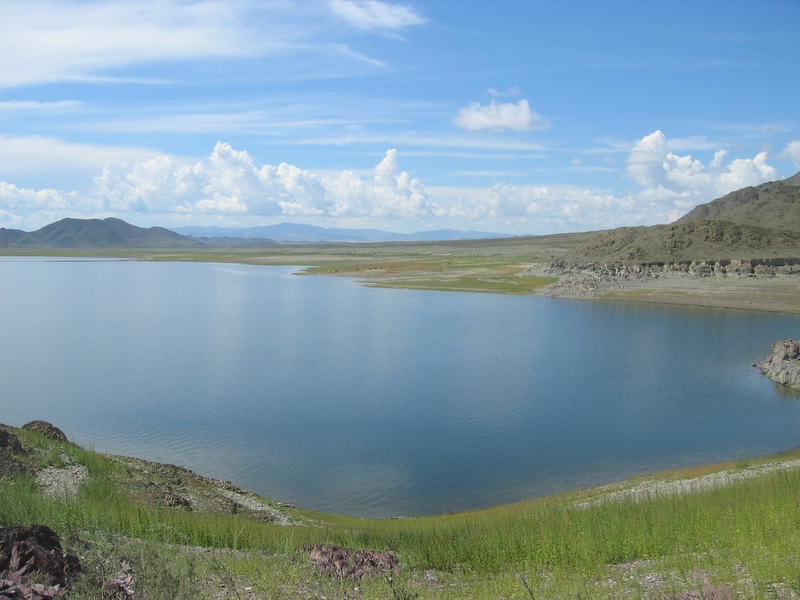
Lacul de acumulare "Saiano-Șușenskoe"
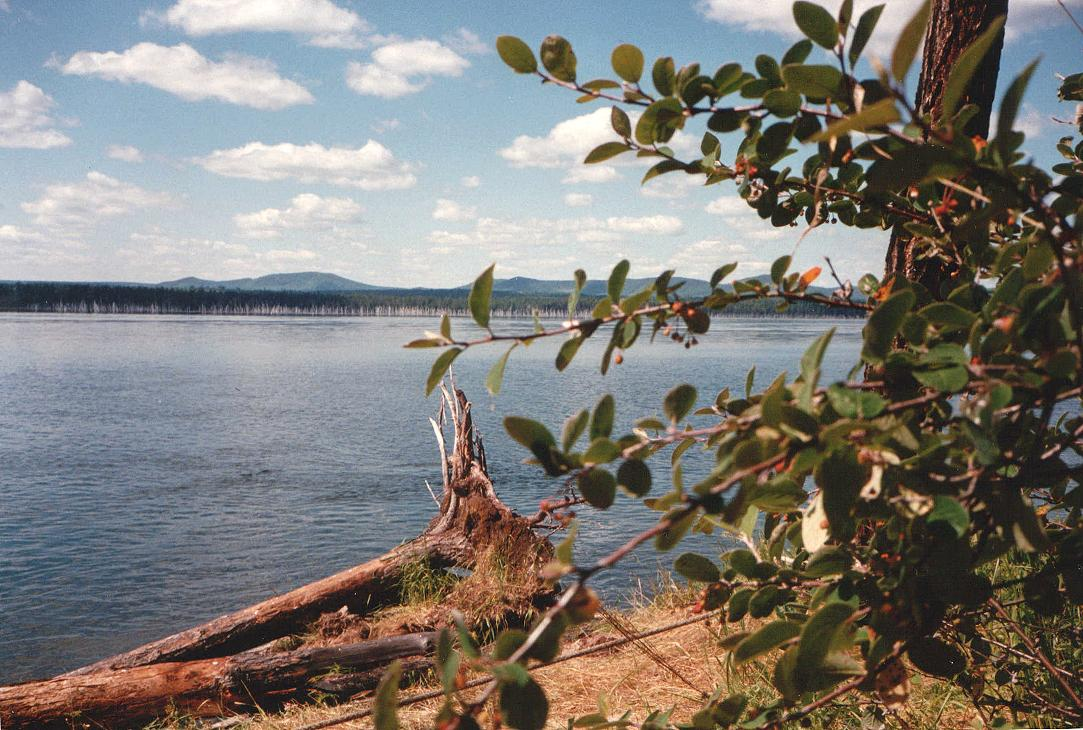
Angara, afluent al Eniseiului (lângă Bratsk)
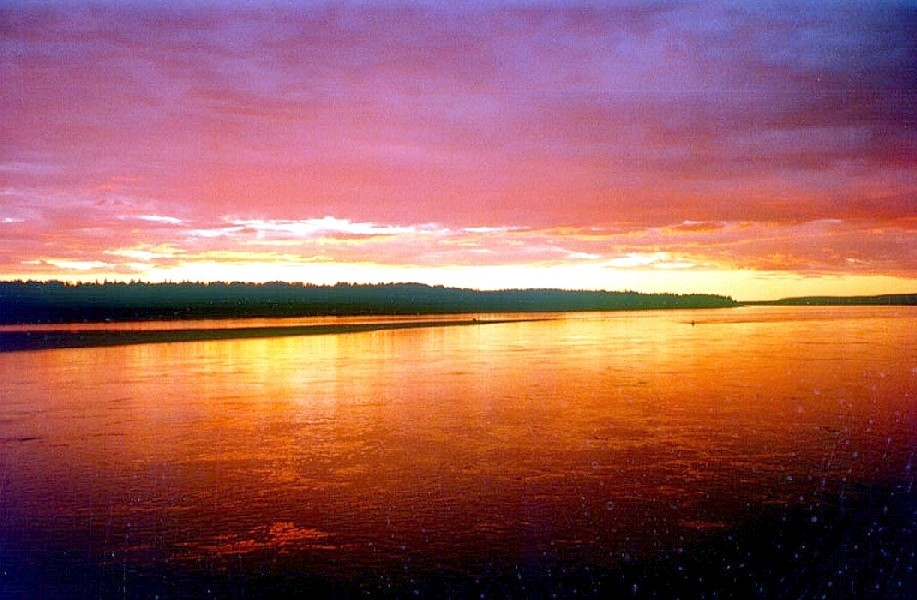
Amurg pe Enisei, lângă Turuhansk (65°51' N - 88°04' E)
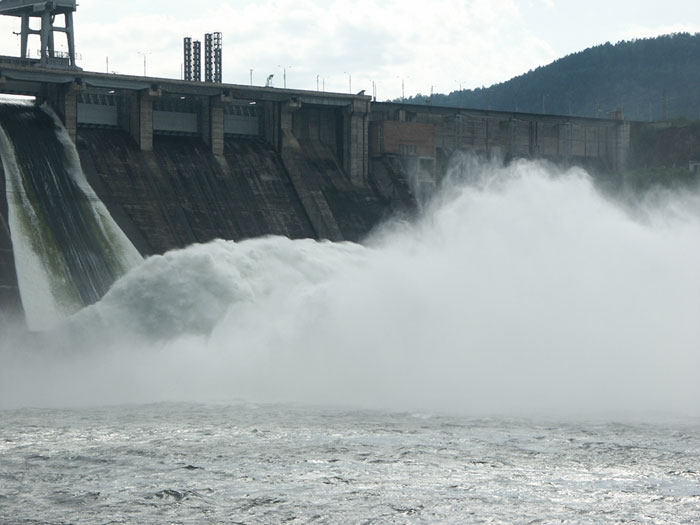
Barajul hidrocentralei de la Krasnoiarsk